# Festival interceltique de Lorient 1977
La 7e édition du Festival interceltique des Cornemuses de Lorient se déroule du 5 au 14 août 1977.
Une délégation de l'île de Man est invitée pour la première fois.
Des artistes ou formations aussi divers que le Bagad de Lann-Bihoué, le Bagad Kemper, Ceoltoiri Altan, Jean Baron et Christian Anneix, Patrick Molard, le St. Laurence O'Toole Pipe Band (en), le Scottish Country Dance Band, les frères Pennec, New Celeste (en) ou encore La Mirlitantouille animent les nombreuses manifestations, parmi lesquelles :
- La finale du Championnat national des bagadoù au parc du Moustoir, remportée par le Bagad Kemper pour la troisième année consécutive[3].
- Le « Festival interceltique » au Parc du Moustoir, avec le palmarès du championnat et de nombreux bagadoù, pipe bands, chœurs, etc.
- Baleadenn Veur, grand défilé folklorique des bagadoù, cercles celtiques et autres délégations venues d'Irlande, d'Écosse, de Galice, du pays de Galles et de l'île de Man, à travers les rues de la ville (3 000 participants).
- Le « Triomphe des sonneurs », défilé dans rues de Lorient.
- Le « Festival de musique et de danses bretonnes » au parc du Moustoir (2 500 participants).
- « Regard sur les danses des pays de Bretagne » au Palais des Congrès.
- « Fest Noz Vraz » place de l'Hôtel de Ville.
- Les grands spectacles Bretagne-Écosse-île de Man et Irlande-Galice au parc du Moustoir.
- Une messe en breton à l'église Saint-Louis.
- Des concerts de bombarde et orgue et de chorales galloise et galicienne à l'église Saint-Louis.
- Le « Récital de la chanson bretonne » au Palais des Congrès.
- Feu d'artifice et « Cotriade monstre » sous la criée du port de pêche de Keroman.
- La « Nuit interceltique du folk » au Parc du Moustoir.
- Un cabaret breton tous les soirs au Palais des Congrès.
- Des défilés et concerts dans les quartiers périphériques de la ville, avec des formations participant aux autres animations du festival.

Outre les spectacles de musique et de danse, on compte aussi :
- Une exposition sur le costume breton, sous chapiteau place Glotin.
- Des expositions d'artistes bretons (peinture, gravure, dessin, photographie et artisanat).
- Le salon du livre, qui accueille notamment Pierre-Jakez Hélias et Xavier Grall[1].
- La pièce de théâtre  Noménoë Oé  de Jakez Riou au Palais des Congrès.
- Le spectacle audio-visuel La Méduse et la pollution des mers.
- Le festival interceltique du film de télévision (retransmis sur la chaîne France 3).
- La journée des sports traditionnels.
- L'arrivée de la course cycliste internationale Roscoff-Lorient.
- Un match de football et des tournois de tennis, de golf et de bridge.
- Le concours des écaillers et la Friko-Kaol (potée bretonne et cabaret breton) au Palais des Congrès.
- Le concours du « Poisson du Festival » dans les restaurants de la ville.